# Sparami
Sparami è un brano della rockband italiana Litfiba. È il primo e unico singolo estratto, nel 1998, dall'album live Croce e delizia.
La versione originale invece è inclusa nell'album Mondi sommersi.

## Videoclip
Il video consiste in un'esibizione live estratta dalla VHS Croce e delizia, l'unica differenza è che la versione della canzone nel video è quella del singolo estratto dall'album.

## Tracce
1. Sparami[1] (live) - 4:37
2. Si può (live) - 5:32

## Formazione
- Piero Pelù - voce
- Ghigo Renzulli - chitarra, voce addizionale
- Daniele Bagni - basso
- Roberto Terzani - campionamenti, grooves e voce addizionale
- Franco Caforio - batteria